# Ottotomo
Ottotomo est un village de la région du Centre au Cameroun, localisé dans la commune de Ngoumou et le département de la Méfou-et-Akono.

## Population
En 1965, Ottotomo comptait 86 habitants, principalement des Ewondo.
Lors du recensement de 2005, ce nombre s'élevait à 66.

## Géographie
Dans cette localité se trouve la reserve d'Ottotomo.